# As-Salhabijja Gharbijja
As-Salhabijja Gharbijja – miejscowość w Syrii, w muhafazie Ar-Rakka, w dystrykcie Ar-Rakka. W 2004 roku liczyła 3568 mieszkańców.